# Криштальский, Олег Романович
Оле́г Рома́нович Кришта́льський (8 сентября 1930 — 13 апреля 2010) — советский и украинский пианист, педагог, музыкально-общественный деятель. Профессор (1977), народный артист УССР (1990). Лауреат международного конкурса пианистов (Москва, 1958).

## Биография
Олег Роман Ярослав Криштальский (как записано в свидетельстве о рождении и крещении) родился 8 сентября 1930 года во Львове в семье скрипача Романа и врача Ярославы Криштальских. В детстве учился игре на фортепиано у Р. Савицкого (старшего), Л. Мюнцера. В 1952 году окончил Львовскую консерваторию (классы В. Барвинского, Г. Левицкой, Л. Уманской), а в 1956 году — аспирантуру при Московской консерватории (класс С. Фейнберга). С 1956 года работал во Львовской музыкальной академии, с 1966 года — заведующий кафедрой фортепиано, в 1971—1990 годах — проректор по научной работе. Криштальский — пианист академического типа, который придавал большое значение логичности, мастерству и техническому совершенству исполнения. В 1960—80-х годах гастролировал в СССР, Чехословакии, Польше.
В то же время в 1965—1995 годах выступал с Львовским квартетом, с которым исполнял произведения В. Барвинского, Н. Колессы, Д. Шостаковича. Криштальский — первый исполнитель и редактор концертов для фортепиано А. Кос-Анатольского, М. Дремлюги, А. Тактакишвили, ряда сольных произведений Н. Колессы, А. Кос-Анатольского, И. Вымера. Впервые на Украине исполнил «Сонату» В. Барвинского (1994). Хорошо интерпретировал произведения зарубежных (И. С. Бах, В. А. Моцарт, Л. ван Бетховен, Ф. Шуберт, Ф. Шопен, Ф. Лист, И. Брамс, П. Чайковский, С. Рахманинов и др.), а также украинских (Н. Лысенко, С. Людкевич и др.) композиторов. Среди учеников — Ю. Кречковский, М. Попиль, Б. Тихонюк. Совершил ряд записей в фонд Украинского радио и грампластинки. Автор статьи «С. Е. Фейнберг об исполнении прелюдий и фуг из „Хорошо темперированного клавира“ Баха» (в книге «Мастерство пианиста» С. Фейнберга, Москва, 1978); автобиографической книги «Воспоминания» (Львов, 2010).

## Награды
- 2 ордена «Знак Почёта» (24.11.1960; 07.08.1981)
- Почётная грамота Кабинета Министров Украины (21.10.2003)[3]